# Il racconto di Bombay
Il racconto di Bombay (Bombay Talkie) è un film del 1970 diretto da James Ivory.